# 团结报 (意大利)
团结报（義大利語：L'Unità）意大利共产党官方报纸，由安东尼奥·葛兰西创立于1924年，后支持左派民主黨、左翼民主人士及民主党，2014年团结报关闭，2015年重启，但2017年再次关闭。2023年5月16日，在 Piero Sansonetti 的编辑下，该报第三次作为独立出版物重新推出。
1. ↑  . la Repubblica. 2023-05-15  [2024-06-12]. （原始内容存档于2023-05-31） （意大利语）.